# Lunds BK
Lund Boldklub (LBK) er en skånsk foldboldklub i Lund, stiftet i år 1919.
Klubben har aldrig været i den højeste liga Allsvenskan men har spillet ni sæsoner i den næst højeste serie (Superettan). Kælenavnet er Krubban/Krybben på grund af ungdomsvirksomheden som har produceret mange stjerner til storklubberne (Martin Dahlin, Roger Ljung m.fl.) og farverne er gule bluser og hvide/alternativt sorte bukser. Hjemmebanen er Klostergården Idrætsplads (sv)